# Live in Concert (2 Live Crew)
Live in Concert è un album live del gruppo southern rap 2 Live Crew.

## Tracce
1. H-B-C – 3:45
2. C'mon Babe – 3:39
3. Face Down Ass Up – 2:59
4. Throw the D – 3:17
5. One and One – 2:24
6. Mr. Mixx Turntable Show, Pt. 1 – 5:29
7. Sex, I Like It, I Love It – 4:22
8. Mr. Mixx Turntable Show, Pt. 2 – 3:38
9. If You Believe in Having Sex – 3:49
10. The FucK Shop – 3:00
11. Move Somethin' – 4:36
12. We Want Some Pussy – 3:54
13. Me So Horny – 5:07
14. Banned in the U.S.A. – 5:23